# Dmitri Karbychev
Dmitri Karbychev (russe : Дмитрий Михайлович Карбышев, 1880-1945) était un militaire, russe puis soviétique actif lors de la Guerre russo-japonaise, la Grande Guerre, la Guerre civile russe, la Guerre d'Hiver. Capturé lors de la bataille de Białystok–Minsk il meurt dans le camp de concentration de Mauthausen.